# Aghrib
Aghribs é uma cidade e comuna localizada na província de Tizi Ouzou, Argélia. Em 2008, sua população era de 15 345 habitantes.